# Carl Wilhelm Drakenhielm
Carl Wilhelm Drakenhielm, född 12 oktober 1699 på Östermalma, Ludgo socken, Södermanlands län, död 29 november 1718 vid Fredrikshald i Norge, var en svensk officer som deltog i Karl XII:s andra norska fälttåg 1718.
Drakenhielm föddes på Östermalma som äldste son till ryttmästare Johan Christoffer Drakenhielm och Anna Elisabeth Clerck. 1713 blev Drakenhielm student vid Uppsala universitet och samma år avled fadern. Den militära karriären började med värvning i Upplands regemente och den 26 december 1716 avancerade han till fänrik. Han befordrades sedan till löjtnant vid Södermanlands regemente den 2 juni 1718. Drakenhielm ingick under hösten 1718 bland de trupper, som följde Karl XII till Norge. Trupperna, däribland Drakenhielms kompani, marscherade in i Norge den 30 oktober. Natten mellan den 29 och 30 november befann sig Drakenhielm, som vid tidpunkten var 19 år gammal, i löpgravssystemet. Han övervakade arbetarna, som grävde den nya löpgraven mot Fredrikstens fästning. Kring tvåtiden på natten träffades Drakenhielm av en kartesch i huvudet och axeln sedan han för ett ögonblick sträckt sig upp.
Drakenhielms blå uniformsrock, hatt och skjorta, som han bar under dödsskjutningen, finns bevarad i Ludgo kyrkas norra gravkor och är en av tre karolineruniformer som finns kvar; de två övriga tillhörde Karl XII och Fredrik I.